# Boisbenâtre
Boisbenâtre est une ancienne commune française du département du Calvados et la région Normandie, fusionnée avec Coulouvray en 1850, fusion créant la commune de Coulouvray-Boisbenâtre dans le département de la Manche.

## Toponymie
Le nom de la localité est attesté sous les formes Le Bois Benastre en 1398, ecclesia de Bosco Benastre en 1412 et vers 1480, Boys Benastre vers 1480, Boisbenastre entre 1612 et 1636, Boisebenastre en 1648, Bois Benastres en 1677, Boisbenatre en 1689, Bois benatre en 1694, Bois-Benastre en 1709, Bois Benastres en 1713, Bois benatre en 1716, Bois Benastre en 1719, Bois benâtre en 1720, Bois-Benastres en 1735 et en 1763, Boisbena[tre] entre 1740 et 1756, Boisbenatre entre  1753 et 1785 et en 1793, Bois-Benatre en 1801 et en 1837. 
Le toponyme est tardif, de formation romane, constitué de l'appellatif bois et du nom de famille Bénastre, soit « le bois de (la famille) Bénastre » .

## Histoire
La commune, alors dans le département du Calvados, est réunie à Coulouvray, commune du département de la Manche, par la loi du 7 mai 1850, formant ainsi la commune de Coulouvray-Boisbenâtre. Elle est attribuée au département de la Manche.

## Lieux et monuments

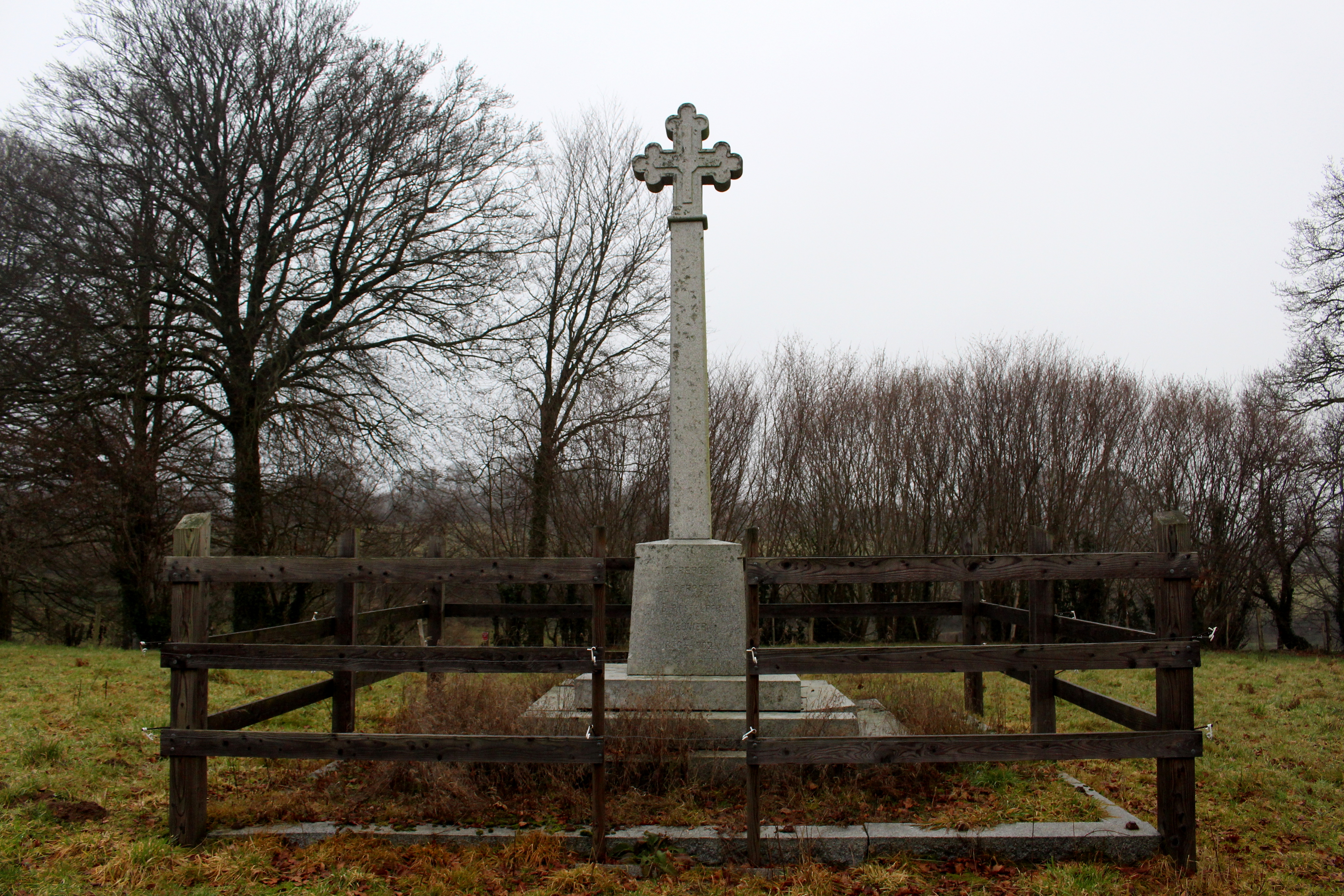
Tombe du meunier Lefrant

## Démographie
| 1793 | 1800 | 1806 | 1821 |
| ---- | ---- | ---- | ---- |
| 192  | 182  | 182  | 210  |

| 1831 | 1836 | 1841 | 1846 |
| ---- | ---- | ---- | ---- |
| 187  | 196  | 203  | 204  |